# Hundeidvik
Hundeidvik är en tidigare tätort i Sykkylvens kommun i Møre og Romsdal fylke i västra Norge. Orten ligger vid fylkesväg 5914, på den östra sidan av Hjørundfjorden, sydväst om kommunens centralort Sykkylven. Den har färjeförbindelse med byn Festøya på andra sidan fjorden.
Sedan 2022 räknas orten inte längre som en tätort.